# Soumitra Chattopadhyay

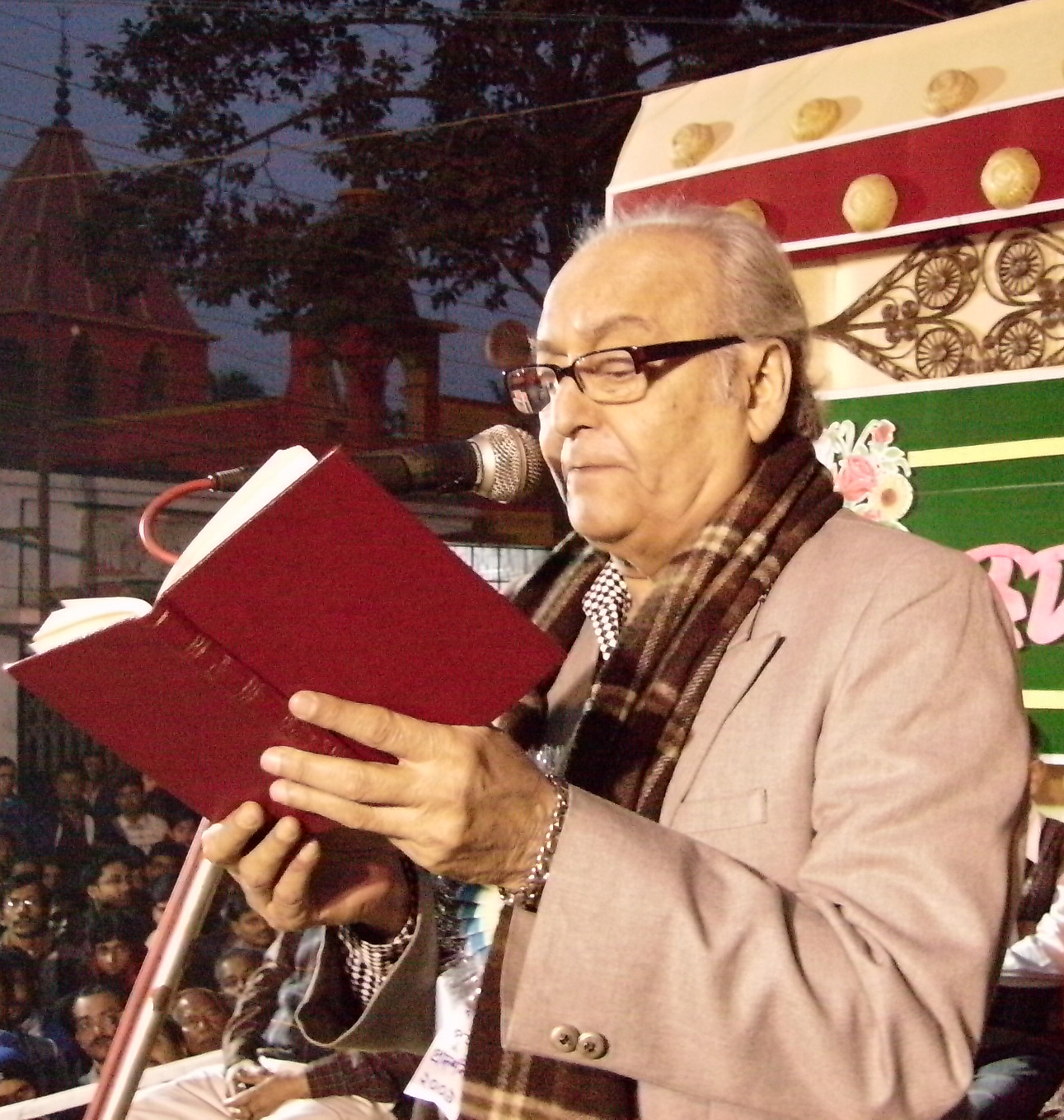
Soumitra Chattopadhyay (2009)

Soumitra Chattopadhyay ⓘ (bengalisch সৌমিত্র চট্টোপাধ্যায় Saumitra Caṭṭopādhyāẏ, englisch meist Soumitra Chatterjee; * 19. Januar 1935 in Krishnanagar; † 15. November 2020 in Kalkutta) war ein indischer Schauspieler. Sein Name ist eng mit dem des Filmregisseurs Satyajit Ray verbunden, denn er spielte in 14 von dessen 31 Spielfilmen. Neben Uttam Kumar ist er der bekannteste Darsteller des bengalischen Films.

## Leben
Soumitra Chatterjee studierte am Scottish Church College der University of Calcutta Literatur und begann als Rundfunksprecher und Amateurschauspieler. Sein Filmdebüt hatte er 1959 gemeinsam mit Sharmila Tagore mit der Titelrolle in Apur Sansar von Satyajit Ray, dem letzten Teil der Apu-Trilogie. Chatterjee wird eine Ähnlichkeit mit dem jungen Rabindranath Thakur nachgesagt und er spielte auch in allen Verfilmungen Rays von Erzählungen des bengalischen Nobelpreisträgers – Teen Kanya (Episode: Samapti), Charulata, Das Heim und die Welt. Besonders populär in seiner Heimat ist seine Verkörperung des Detektivs Feluda in den Kinderfilmen Sonar Kella (1974) und Joi Baba Felunath (1978). Außer mit Ray arbeitete er auch unter der Regie von Mrinal Sen, Tapan Sinha und Ajoy Kar. 2001 erhielt er den Spezialpreis der Jury bei den National Film Awards.
Neben seiner Filmtätigkeit für Kino und Fernsehen war Soumitra Chatterjee auch immer am Theater als Schauspieler, Autor und Regisseur aktiv. Er ist bekannt für seine Rezitationen bengalischer Lyrik.
Er schlug die Ehrung mit dem Padma Shri in den 1970er Jahren aus, wurde mittlerweile aber 2004 mit dem Padma Bhushan ausgezeichnet. Ihm wurde der französische Officier des Arts et Metiers verliehen und die französische Regisseurin Catherine Berge drehte 1998 ein Porträt über ihn. Er erhielt den Dadasaheb Phalke Award für das Jahr 2011.
Durch sein Wirken in den Filmen Satyajit Rays ist sein Gesicht international bekannt. Die Zusammenarbeit Ray/Chatterjee ist vergleichbar mit jener zwischen Akira Kurosawa und Toshirō Mifune sowie Federico Fellini und Marcello Mastroianni.
2018 wurde er in die Academy of Motion Picture Arts and Sciences aufgenommen, die jährlich die Oscars vergibt.
Am 6. Oktober 2020 wurde der 85-jährige Chattopadhyay in ein Krankenhaus in Kalkutta eingeliefert, nachdem er positiv auf das Coronavirus SARS-CoV-2 getestet worden war. Am 15. November 2020 verstarb er an den Komplikationen der COVID-19-Erkrankung.

## Filmografie (Auswahl)
- 1959: Apur Sansar – Regie: Satyajit Ray
- 1960: Devi – Regie: Satyajit Ray
- 1960: Kshudista Pashan – Regie: Tapan Sinha
- 1961: Swaralipi – Regie: Asit Sen
- 1961: Teen Kanya – Regie: Satyajit Ray
- 1961: Swayambara – Regie: Asit Sen
- 1961: Jhinder Bandi – Regie: Tapan Sinha
- 1961: Punashcha – Regie: Mrinal Sen
- 1962: Shasti – Regie: Daya Bhai
- 1962: Atal Jaler Ahwan – Regie: Ajoy Kar
- 1962: Agun – Regie: Asit Sen
- 1962: Benarasi – Regie: Arup Guhathakurta
- 1962: Abhijan – Regie: Satyajit Ray
- 1963: Saat Pake Bandha – Regie: Ajoy Kar
- 1963: Shesh Prahar – Regie: Prantik
- 1963: Barnali – Regie: Ajoy Kar
- 1964: Pratinidhi – Regie: Mrinal Sen
- 1964: Charulata – Regie: Satyajit Ray
- 1964: Kinu Gowalar Gali – Regie: O. C. Ganguly
- 1964: Ayananta – Regie: Sondhani
- 1965: Baksha Badal – Regie: Nityananda Dutta
- 1965: Ek Tuku Basa – Regie: Tarun Majumdar
- 1965: Raj Kanya – Regie: Sunil Mukherjee
- 1965: Kapurush – Regie: Satyajit Ray
- 1965: Akash Kusum – Regie: Mrinal Sen
- 1965: Eki Ange Eto Rup – Regie: Harisadhan Dasgupta
- 1966: Manihar – Regie: Salil Sen
- 1966: Kanch Kata Hire – Regie: Ajoy Kar
- 1966: Joradighir Chaudhuri Paribar – Regie: Ajit Lahiri
- 1967: Hathat Dekha – Regie: Nityananda Dutta
- 1967: Prastar Swakshar – Regie: Salil Dutta
- 1967: Mahashweta – Regie: Pinaki Mukherjee
- 1967: Ajana Shapath – Regie: Salil Sen
- 1968: Parishodh – Regie: Ardhendu Sen
- 1968: Baghini – Regie: Bijoy Bose
- 1969: Tin Bhubaner Pare – Regie: Ashutosh Banerjee
- 1969: Parineeta – Regie: Ajoy Kar
- 1969: Chena Achena – Regie: Hiren Nag
- 1969: Aparichita – Regie: Salil Dutta
- 1970: Aranyer Din Ratri – Regie: Satyajit Ray
- 1970: Aleyar Alo – Regie: Mangal Chakraborty
- 1970: Padmagolap – Regie: Ajit Lahiri
- 1970: Pratham Kadam Phool – Regie: Indar Sen
- 1971: Malyadan – Regie: Ajoy Kar
- 1971: Khunje Berai – Regie: Salil Dutta
- 1971: Sansar – Regie: Salil Sen
- 1972: Aparna – Regie: Salil Sen
- 1972: Jiban Saikate – Regie: Swadesh Sarkar
- 1972: Stree – Regie: Salil Dutta
- 1973: Natun Diner Alo – Regie: Ajit Ganguly
- 1973: Basanta Bilap – Regie: Dinen Gupta
- 1973: Nishi Kanya – Regie: Ashutosh Banerjee
- 1973: Ferner Donner (Ashani Sanket) – Regie: Satyajit Ray
- 1973: Bilet Pherat – Regie: Chidananda Dasgupta
- 1973: Shesh Prishthay Dekhun – Regie: Salil Dutta
- 1973: Agnibhramar – Regie: Ajit Ganguly
- 1973: Epar Opar – Regie: Ashutosh Banerjee
- 1974: Jadi Jantem – Regie: Jatrik
- 1974: Asati – Regie: Salil Dutta
- 1974: Sangini – Regie: Dinen Gupta
- 1974: Sonar Kella – Regie: Satyajit Ray
- 1975: Chhutir Phande – Regie: Salil Sen
- 1975: Sansar Simante – Regie: Tarun Majumdar
- 1975: Nishi Mrigaya – Regie: Dinen Gupta
- 1976: Sudur Niharika – Regie Sushil Mukherjee
- 1976: Datta – Regie: Ajoy Kar
- 1976: Nandita – Regie: Swadesh Sarkar
- 1977: Babumoshai – Regie: Salil Dutta
- 1977: Mantramugdha – Regie: Arabinda Mukherjee
- 1977: Pratima – Regie: Palash Bannerjee
- 1978: Pranay Pasha – Regie: Mangal Chakraborty
- 1978: Nadi Theke Sagare – Regie: Arabinda Mukherjee
- 1979: Joy Baba Felunath – Regie: Satyajit Ray
- 1979: Debdas – Regie: Dilip Roy
- 1979: Job Charnocker Bibi – Regie: Jayanta Bhattacharya
- 1979: Ganadebata – Regie: Tarun Majumdar
- 1979: Nauka Dubi – Regie: Ajoy Kar
- 1980: Pankhiraj – Regie: Pijush Bose
- 1980: Gharer Baire Ghar – Regie: Salil Dutta
- 1980: Darpachurna – Regie: Dilip Roy
- 1980: Hirak Rajar Deshe – Regie: Satyajit Ray
- 1981: Pratishodh – Regie: Sukhen Das
- 1981: Nyay Anyay – Regie: Sukhen Das
- 1981: Father – Regie: Dilip Mukherjee
- 1982: Bijoyini – Regie: Palash Bannerjee
- 1982: Khelar Putul – Regie: Tarun Majumdar
- 1982: Rasomoyeer Rasikata – Regie: Amal Sen
- 1982: Preyasi – Regie: Srikanta Guhathakurta
- 1982: Matir Swarga – Regie: Bijoy Bose
- 1983: Chena Achena – Regie: Pinaki Choudhury
- 1983: Agradani – Regie: Palash Bannerjee
- 1983: Indira – Regie: Dinen Gupta
- 1984: Amar Geeti – Regie: Tarun Majumdar
- 1984: Simanta Raag – Regie: Pradip Bhattacharya
- 1984: Lal Golap – Regie: Jahar Biswas
- 1985: Das Heim und die Welt – Regie: Satyajit Ray
- 1985: Boikunther Will – Regie: Sushil Mukherjee
- 1985: Tagori – Regie: Ajit Ganguly
- 1985: Sandhya Pradip – Regie: Anjan Mukherjee
- 1986: Kony – Regie: Saroj De
- 1986: Shyam Saheb – Regie: Salil Dutta
- 1986: Urbashe – Regie: Salil Dutta
- 1986: Achena Mukh – Regie: Ajit Lahiri
- 1986: Vasundhara – Regie: Shekhar Chatterjee
- 1986: Atanka – Regie: Tapan Sinha
- 1987: Nyay Adhikar – Regie: Anjan Mukherjee
- 1987: Raj Purush – Regie: Iman Kalyan Chatterjee
- 1987: Sukumar Ray – Regie: Satyajit Ray
- 1987: Amar Sangi – Regie: Sujit Guha
- 1988: Channachara – Regie: Anjan Mukherjee
- 1988: Agni Sanket – Regie: Arup Dutta
- 1988: Agun – Regie: Victor Banerjee
- 1988: La Nuit Bengali – Regie: Nicholas Klotz
- 1988: Debibaran – Regie: Srikanta Guhathakurta
- 1988: Agaman – Regie: Tarun Majumdar
- 1988: Pratik – Regie: Prabhat Roy
- 1989: Maryada – Regie: Chiranjit
- 1989: Amar Shapath – Regie: Prabhat Roy
- 1989: Shatarupa – Regie: Palash Bannerjee
- 1990: Ganashatru – Regie: Satyajit Ray
- 1990: Manasi – Regie: Anjan Mukherjee
- 1990: Ekhane Anar Swarga – Regie: Jahar Biswas
- 1990: Apon Amar Apon – Regie: Tarun Majumdar
- 1990: Ekti Jiban – Regie: Raja Mitra
- 1990: Jiban Sangi – Regie: Rabi Kinagi
- 1990: Chetana – Regie: Deb Sinha
- 1990: Jowar Bhanta – Regie: Dulal Bhowmick
- 1990: Abhimanyu – Regie: Biplab Chatterjee
- 1990: Ladai – Regie: Rana Mukherjee
- 1991: Mahaprithibi – Regie: Mrinal Sen
- 1991: Abhagini – Regie: Bablu Samaddar
- 1991: Path O Prasad – Regie: Tarun Majumdar
- 1991: Ek Pashla Brishti – Regie: Nitish Roy
- 1992: Rakte Lekha – Regie: Ram Mukherjee
- 1992: Manikanchan – Regie: Ashim Bannerjee
- 1992: Antardhan – Regie: Tapan Sinha
- 1992: Shakha Proshakha – Regie: Satyajit Ray
- 1993: Mon Mane Na – Regie: Inder Sen
- 1993: Puraskar – Regie: Bhabesh Kundu
- 1993: Samparka – Regie: Sarit Bannerjee
- 1993: Pashanda Pandit – Regie: Shibaprasad Sen
- 1993: Ghar Sansar – Regie: Prashanta Nanda
- 1993: Prajapati – Regie: Biplab Chatterjee
- 1994: Shesh Chithi – Regie: Sisir Majumdar
- 1994: Uttoran – Regie: Sandip Ray
- 1994: Gajamukta – Regie: Ajit Lahiri
- 1994: Wheel Chair – Regie: Tapan Sinha
- 1995: Kumari Maa – Regie: Dulal Bhowmick
- 1995: Shesh Pratiksha – Regie: Sachin Adhikari
- 1995: Boumoni – Regie: Partha Pratim Choudhury
- 1995: Mashal – Regie: Shankar Ray
- 1995: Kakababu Here Gelen – Regie: Pinaki Choudhury
- 1995: Mejo Bou – Regie: Bablu Samaddar
- 1995: Bhagyadebata – Regie: S. Raghunath
- 1995: Ujan – Regie: Amal Roy Ghatak
- 1995: Vrindavan Film Studios – Regie: Lamberto Lambertini
- 1996: Sopan – Regie: Ajoy Bannerjee
- 1996: Puja – Regie: Subhash Sen
- 1996: Mahan – Regie: Haranath Chakraborty
- 1996: Lathi – Regie: Prabhat Roy
- 1997: Maan Apaman – Regie: Sukhen Das
- 1997: Chandragrahan – Regie: Anjan Bannerjee
- 1997: Sarbajaya – Regie: Sukanta Roy
- 1997: Samadhan – Regie: Narayan Ghosh
- 1997: Nayantara – Regie: Raja Mitra
- 1997: Kalratri – Regie: Ujjwal Chatterjee
- 1997: Saptami – Regie: Pallab Ghosh
- 1997: Pabitra Papi – Regie: Anup Sengupta
- 1997: Sedin Chaitramas – Regie: Prabhat Roy
- 1998: Chowdhury Paribar – Regie: Bablu Samaddar
- 1998: Baba Keno Chakar – Regie: Swapan Saha
- 1998: Sanghat – Regie: Pinaki Choudhury
- 1998: Gharer Lakshmi – Regie: Swapan Saha
- 1998: Ajab Gnayer Ajab Katha – Regie: Tapan Sinha
- 1998: Putrabandhu – Regie: Pallab Ghosh
- 1998: Lola Lusi – Regie: Sudarshan Basu
- 1999: Atmiyo Swajan – Regie: Raja Sen
- 1999: Satyam Shivam Sundaram – Regie: Swapan Saha
- 1999: Niyati – Regie: Bablu Samaddar
- 1999: Santan Jakhan Shatru – Regie: Swapan Saha
- 1999: Swamir Ghar – Regie: Swapan Saha
- 1999: Sei To Abar Kachhe Ele – Regie: Jayanta Bhattacharya
- 1999: Asukh – Regie: Rituparno Ghosh
- 1999: Daye Dayitya – Regie: Haranath Chakraborty
- 1999: Kanchanmala – Regie: Swapan Saha
- 1999: Tomay Pabo Bole – Regie: Swapan Saha
- 1999: Shatru Mitra – Regie: Narayan Ghosh
- 1999: Madhu Malati – Regie: Swapan Saha
- 2000: Paromitar Ek Din – Regie: Aparna Sen
- 2000: Kulangar – Regie: Sujit Guha
- 2000: Gariber Samman – Regie: Swapan Saha
- 2001: Cancer – Regie: Pinaki Choudhury
- 2001: Dekha – Regie: Gautam Ghosh
- 2001: Etai Swarga – Regie: Salil Dutta
- 2002: Sanjhbatir Rupkathara – Regie: Anjan Das
- 2003: Patalghar – Regie: Abhijit Choudhury
- 2003: Ke Apon Ke Par – Regie: Bappa Banerjee
- 2003: Abar Aranye – Regie: Gautam Ghosh
- 2004: Bhalo Theko – Regie: Gautam Halder
- 2004: Kuasha – Regie: Milan Bhowmick
- 2004: Adhikar – Regie: Khokon Chakraborty
- 2004: Tista Parer Kanya – Regie: Panna Hossain
- 2004: Debipaksha – Regie: Raja Sen
- 2004: Ami Je Ke Tomar – Regie: Prabir Nandi
- 2004: Anurag – Regie: Ratan Adhikari
- 2004: Schatten der Zeit – Regie: Florian Gallenberger
- 2005: Nishi Japon – Regie: Sandip Ray
- 2005: Krantikaal – Regie: Sekhar Das
- 2005: 15 Park Avenue – Regie: Aparna Sen
- 2005: Asamapto – Regie: Atanu Ghosh
- 2006: Faltu – Regie: Anjan Das
- 2006: Bhalobasar Onek Naam – Regie: Tarun Majumdar
- 2006: MLA Fatakeshto – Regie: Swapan Saha
- 2006: The Bong Connection – Regie: Anjan Dutta
- 2006: Ankush – Regie: Atanu Ghosh
- 2007: Padakshep – Regie: Suman Ghosh
- 2007: Minister Fatakeshto – Regie: Swapan Saha
- 2007: Jara Brishtitey Bhijechilo – Regie: Anjan Das
- 2007: Ballygunge Court – Regie: Pinaki Choudhury
- 2007: Krishnakanter Will – Regie: Raja Sen
- 2007: Chander Bari – Regie: Tarun Majumdar
- 2008: Rangamati – Regie: Kanoj Das
- 2008: Tomar Jonyo – Regie: Nilanjan Banerjee
- 2008: Aainaate – Regie: Dulal Dey
- 2009: Friend – Regie: Satabdi Roy
- 2009: Kaalbela – Regie: Gautam Ghosh
- 2009: Kaler Rakhal – Regie: Sekhar Das
- 2008: 10:10 – Regie: Arin Paul
- 2009: Angshumaner Chhobi – Regie: Atanu Ghosh
- 2009: Ek Bar Bolo Uttam Kumar – Regie: Chinmoy Roy
- 2015: Ahalya